# Jamaame
Jamaame (somaliska: Jamaame; arabiska: جمامة, Jamama) är en stad i regionen Jubbada Hoose, även kallad Nedre Juba, i södra Somalia. Staden ligger på ekvatorn och präglas av jordbruk, huvudsakligen beläget i stadens utkanter. Jamaame ligger mellan Indiska oceanen i öster, jordbruksmarkerna längs floden Juba i väster och hamnstaden Kismaayo i söder. Den är huvudstad i Jamaame-distriktet.

## Historia
I början av 1900-talet döpte italienaren Enrico Perducchi om staden till Margherita (Villaggio Regina Margherita), för att hedra den första drottningen av Italien, Margherita av Savojen. I juli 1924 överlät Storbritannien staden till Italien och den annekterades året därpå till italienska Somaliland. Från 1941 till 1950 ockuperades staden av britterna. Från 1950 fram till 1960 var staden, tillsammans med italienska Somalia, under italienskt förvaltarskap fram till den somaliska självständigheten den 1 juli 1960. 
År 1968 ersatte Jamaame Kismaayo som huvudstad i provinsen Nedre Juba; men 1982, när provinsen upphöjdes till en administrativ region, blev Kismaayo återigen huvudstad. 1974 finansierade den italienska staten inrättandet av dell'Azienda Nazionale Plastica e Cartone, en fabrik för tillverkning av förpackningar som används för export av bananer och andra produkter till Europa från Somalia; dess status efter det somaliska inbördeskriget är okänd.
Sedan 2014 har al-Shabaab kontrollerat staden och området runtomkring. I juni 2018 skedde en eldstrid nära Jamaame mellan amerikanska specialstyrkor och al-Shabaab som dödade en amerikansk soldat.

## Demografi
Staden hade år 2000 cirka 224 700 invånare, en blandad befolkning av de somaliska stammarna Tunni, Sheekhaal och Bimaal samt bantufolk och arabiska invandrare från Jemen.